# Heraclia signata
Heraclia signata är en fjärilsart som beskrevs av Max Bartel 1903. Heraclia signata ingår i släktet Heraclia och familjen nattflyn. Inga underarter finns listade i Catalogue of Life.